# Fiji (programari)
Fiji (de l'anglès Fiji Is Just ImageJ) és un programari lliure de processament d'imatges basat en ImageJ2 .
Fiji va ser creat amb l'objectiu de proporcionar una versió de ImageJ2 amb molts connectors (plugins) inclosos. Fiji compta amb un sistema d'actualització integrat i ofereix als usuaris una estructura de menú coherent, una àmplia documentació en forma tutorials i descripcions detallades dels algorismes, i la possibilitat de descarregar components addicionals sense recórrer a diferents fonts.
Fiji també proporciona eines als desenvolupadors, mitjançant l'ús d'un sistema de control de versions, un rastrejador de problemes, forums de desenvolupament i una infraestructura de prototipat ràpid en forma d'editor de scripts que admet BeanShell, Jython, JRuby, Clojure, Groovy, JavaScript i altres llenguatges de programació, així com la possibilitat de compilació en temps d'execució de Java.

## Connectors
FIJI està basat en el programari ImageJ2, que disposa de molts connectors amb una àmplia gamma d'aplicacions.
Tanmateix, per poder fer servir alguns connectors es requereix una versió específica d'ImageJ, una versió específica de biblioteques de tercers o components Java addicionals, com ara el compilador Java o Java 3D.
Un dels objectius principals de Fiji és fer més fàcil la instal·lació d'ImageJ, Java, Java 3D, els connectors i altres components convenients.
Alguns exemples de complements disponibles per l'anàlisi d'imatge són 3D Viewer, per generar representacions tridimensionals, Fast4DReg per corregir el moviment de imatges, i múltiples connectors importar diversos formats de video.
Fiji també disposa de complements molt especialitzats, com per exemple TrakEM2 que es va utilitzar i es va millorar amb èxit per analitzar llinatges neuronals en cervells de larves de Drosophila .

## Públic
Fiji és usat per fer anàlisi d'imatge en biologia cel·lular, parasitologia, genètica, ciències de la vida i ciències dels materials, entre d'altres.
Fiji és més popular a la comunitat de ciències de la vida, on el visor 3D ajuda a visualitzar les dades obtingudes mitjançant microscòpia, i per al qual Fiji facilita el registre, l'aplicació de regions d'interès, la segmentació i altres algorismes avançats de processament d'imatges.

L'any 2010, Fiji va ser destacat en un recopilatori de Nature Methods com a programari de visualització d'imatges de cèl·lules i organismes.

## Desenvolupament
Fiji és de codi obert totalment. Les seves fonts viuen en un dipòsit públic de Git .
El marc de scripting, que admet JavaScript, Jython, JRuby, Clojure, BeanShell i altres llenguatges, és una part integral del desenvolupament de Fiji; molts desenvolupadors prototipen els seus connectors en un dels llenguatges de script esmentats i, gradualment, converteixen els prototips en codi Java adequat. Com a resutat d'un projecte de Google Summer of Code, FIJI va incorporar un editor de scripts amb ressaltat de sintaxi i execució de codi in situ.
El marc d'scripts s'inclou a les versions de Fiji, de manera que els usuaris avançats poden utilitzar aquests scripts en el seu flux de treball comú.
El desenvolupament es beneficia de hackathons ocasionals, on científics amb formació computacional es reuneixen i milloren els seus respectius connectors d'interès.

## Editor de scripts
L'editor de codi de Fiji admet la creació ràpida de prototips de scripts i connectors d'ImageJ, fent de Fiji una eina potent per desenvolupar nous algorismes de processament d'imatges i explorar noves tècniques de processament d'imatges amb ImageJ.

## Plataformes compatibles
Fiji funciona amb Windows, Linux i Mac OS X, Intel de 32 o 64 bits, amb suport limitat per a MacOSX/PPC.